# Halozetes plumosus
Halozetes plumosus är en kvalsterart som beskrevs av Wallwork 1966. Halozetes plumosus ingår i släktet Halozetes och familjen Ameronothridae. Inga underarter finns listade i Catalogue of Life.